# Guerra civile del 1947-1948 nella Palestina mandataria
La guerra civile del 1947-1948 nella Palestina mandataria costituì la fase prodromica della guerra in Palestina del 1948. Essa scoppiò dopo che l'Assemblea Generale delle Nazioni Unite ebbe approvato, il 29 novembre 1947, una risoluzione che raccomandava l'adozione del Piano di partizione della Palestina. Quando il Mandato britannico della Palestina giunse al suo termine il 15 maggio 1948 e la componente ebraica sionista proclamò unilateralmente la nascita dello Stato d'Israele, gli Stati arabi confinanti con la Palestina (Regno d'Egitto, Transgiordania, Regno d'Iraq e Repubblica di Siria) invasero il territorio ex-mandatario della Palestina e immediatamente attaccarono le forze ebraiche (oramai israeliane) e numerosi insediamenti ebraici. Il conflitto degenerò in un'aperta guerra tra arabi e israeliani.
Durante la guerra civile in Palestina, l'Yishuv ebraico e le comunità arabe entrarono in conflitto, con gli ultimi appoggiati dall'Esercito Arabo di Liberazione; i britannici, invece, che avevano il dovere di mantenere l'ordine, stavano organizzando il loro ritiro dalla Palestina (ricevuta in mandato dalla Società delle Nazioni all'indomani del crollo dell'Impero ottomano), intervenendo solo occasionalmente e quasi esclusivamente a propria difesa di fronte ai due contendenti che, in diversa misura, ne contestavano il ruolo passato e presente.

## Antefatti
Assegnata al Regno Unito dalla Società delle Nazioni, la Palestina fu amministrata dai britannici sin dal 1920, presto obbligati a fronteggiare due opposte ideologie di stampo nazionalistico: quella del sionismo ebraico, impregnata di elementi messianici, da un lato e quella dei Palestinesi musulmani, ma in piccola parte anche cristiani.
Le tensioni tra arabi ed ebrei esplosero in tutta la loro gravità con la Grande rivolta araba del 1936-1939. Diretta da nazionalisti arabi palestinesi, la rivolta aveva come obiettivo il sionismo e la presenza britannica in Palestina. Sia i britannici, sia i sionisti dell'epoca si opposero alla insurrezione palestinese; nondimeno i nazionalisti arabi palestinesi ottennero dalle autorità britanniche una drastica riduzione dell'immigrazione ebraica, formalizzata col Libro bianco sulla Palestina del 1939.
Tuttavia le conseguenze della fallita insurrezione furono pesanti. Circa 5 000 arabi e 500 ebrei trovarono la morte; le diverse organizzazioni paramilitari sioniste furono rafforzate e la maggioranza dei componenti dell'élite politica araba furono esiliati o si esiliarono volontariamente, come fu il caso di Muḥammad Amīn al-Ḥusaynī, leader del Supremo Comitato Arabo.
Dopo la seconda guerra mondiale e la Shoah, il movimento sionista si attirò attenzioni e simpatie, specialmente nell'Europa, in URSS e negli USA. Nella Palestina mandataria, gruppi sionisti armati combatterono contro le autorità britanniche. In due anni e mezzo, dal 1945 al giugno 1947, le forze britanniche ebbero 103 caduti e 391 feriti causati dai militanti sionisti. I nazionalisti arabi palestinesi si riorganizzarono ma la loro struttura rimase qualitativamente inferiore a quella dei sionisti. Ciò nondimeno, la debolezza dell'Impero britannico coloniale rafforzò i Paesi arabi e la neonata Lega araba.
L'Haganah fu inizialmente coinvolta negli attacchi post-bellici contro i britannici in Palestina ma si ritirò in seguito all'indignazione provocata dal grave attentato dinamitardo perpetrato nel 1946 dall'Irgun contro il quartier generale amministrativo dell'esercito britannico, sistemato nel King David Hotel di Gerusalemme.

Nel maggio 1946, a fronte della dichiarazione di neutralità resa dal Regno Unito rispetto alle prevedibili ostilità, fu formulato un Piano C che indicava le linee-guida per la spartizione della Palestina se e quando gli attacchi arabi palestinesi avessero avuto luogo contro l'Yishuv. L'Haganah moltiplicò gli attacchi, dando alle fiamme e facendo ampio ricorso a demolizioni con esplosivo di strutture economiche, proprietà di politici e militari palestinesi, villaggi, quartieri urbani, abitazioni e insediamenti agricoli ritenuti basi dei nemici arabi o da essi utilizzati. Fu programmata anche l'uccisione degli armati irregolari e di maschi adulti.

Il 15 agosto 1947, per il sospetto che essa fosse un "quartier generale terroristico", l'Haganah dette alle fiamme la casa della famiglia Abū Laban, un agiato coltivatore di arance presso Petah Tiqwa. Dodici occupanti, inclusi una donna e sei bambini, furono trucidati. Dopo il novembre 1947, dinamitare le case costituì una pratica-chiave per gran parte degli attacchi ritorsivi dell'Haganah.
La diplomazia non riuscì a riconciliare i differenti punti di vista circa il futuro della Palestina. Il 18 febbraio 1947, i britannici annunciarono il loro ritiro dalla regione. Verso la fine di quell'anno, il 29 novembre, l'Assemblea Generale delle Nazioni Unite votò l'adozione del Piano di partizione della Palestina, col sostegno delle principali potenze, ma non del Regno Unito e della Lega araba.

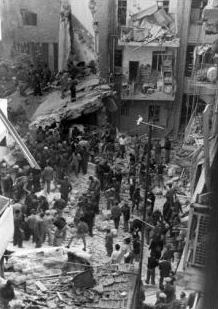
Effetti di una vettura fatta esplodere sulla Ben Yehuda St., che massacrò 53 persone e ne ferì numerose altre.

## Fasi della guerra

### Prima fase: 29 novembre 1947 - 1º aprile 1948
Il giorno seguente l'adozione da parte delle Nazioni Unite della Risoluzione 181, sette ebrei furono uccisi da arabi in Palestina in tre separati attentati: alle 8 di mattino, in quello che fu poi considerato il giorno inaugurale della guerra del 1948, tre arabi attaccarono un bus che da Netanya andava a Gerusalemme, uccidendo cinque passeggeri ebrei. Mezz'ora dopo un secondo bus attaccato lasciò un passeggero morto. Più avanti nella giornata un uomo di venticinque anni fu colpito a morte a Giaffa, dove voci incontrollate parlavano di attacchi di ebrei ad arabi.
Prigionieri arabi tentarono anche di aggredire ebrei nella prigione di San Giovanni d'Acri, ma furono respinti dai guardiani. A Gerusalemme il Supremo Comitato Arabo proclamò uno sciopero generale di tre giorni, da giovedì 2 dicembre, che doveva essere seguìto da dimostrazioni di massa dopo la preghiera del venerdì. La decisione del Comitato includeva otto risoluzioni, l'ultima delle quali chiedeva al governo britannico di "cedere immediatamente la Palestina alla sua popolazione araba". Il 2 dicembre una folla razziò e bruciò botteghe e negozi nel quartiere commerciale ebraico a Gerusalemme, senza che le forze britanniche vi si opponessero. Dall'avvio dello sciopero in poi gli scontri fra arabi ed ebrei si moltiplicarono e l'11 dicembre il corrispondente da Gerusalemme di The Times stimò che almeno 130 persone erano morte, «...circa settanta delle quali ebree, cinquanta arabe e, fra le restanti, tre soldati e un poliziotto britannici».
Mentre l'impegno britannico in Palestina volgeva al termine, attacchi alle forze di Londra da parte dell'Irgun e del Lehi aumentarono, sicché i britannici divennero riluttanti e intervennero in maniera sempre meno costante. Due disertori britannici, Eddie Brown, un capitano della polizia che accusava l'Irgun di avergli ucciso il fratello, e Peter Madison, un caporale dell'esercito, sono noti per aver partecipato all'attacco dinamitardo a bordo di un'autovettura contro il Palestine Post del 1º febbraio e contro un gruppo di persone che transitava lungo la commerciale Ben-Yehuda Street il 22 febbraio. Disertori britannici combatterono anche nelle formazioni miliziane ebraiche; la maggioranza con l'Ottava Brigata Corazzata di Yitzhak Sadeh insieme a Moshe Dayan. Allo stesso tempo la violenza crebbe sempre più da parte dei due contendenti, impegnati in azioni di cecchinaggio, incursioni e bombardamenti che costarono la vita a numerose persone d'ambo gli schieramenti. Fra il 30 novembre 1947 e il 1º febbraio 1948 427 arabi, 381 ebrei e 46 britannici furono uccisi e 1035 arabi, 725 ebrei e 135 britannici furono feriti. Nel marzo del 1948 soltanto, 271 ebrei e 257 arabi furono uccisi.
Col passare dei mesi dalla decisione della spartizione, forze sempre più organizzate s'impegnarono in azioni di crescente violenza. La Legione araba attaccò un convoglio di autobus di civili ebrei a Beit Nabala il 14 dicembre, e il 18 dicembre le forze dell'Haganah, forse muovendo dalle loro posizioni fortificate dei kibbutz e del Palmach, aggredirono il villaggio di al-Khisas. Tre settimane più tardi le prime milizie irregolari arabe giunsero in Palestina e la leadership araba cominciò a organizzare i palestinesi per la guerriglia contro le forze ebraiche.
Il gruppo maggiore fu costituito da una formazione di volontari, l'Esercito Arabo di Liberazione, creato dalla Lega araba e comandato dal nazionalista arabo Fawzī al-Qawuqjī. In gennaio e febbraio forze irregolari arabe attaccarono comunità ebraiche nel nord della Palestina ma senza conseguire sostanziali successi. Gli arabi concentrarono i loro sforzi nel tagliare le vie di comunicazione fra le città ebraiche ed il loro circondario in aree a popolazione mista. Alla fine di marzo gli arabi tagliarono del tutto la vitale strada che univa Tel Aviv a Gerusalemme, dove viveva un sesto circa della popolazione ebraica palestinese. L'Haganah si approvvigionò di armi provenienti dalla Cecoslovacchia (si veda operazione Balak). L'Yishuv cominciò a lavorare su un piano chiamato "Piano Dalet" (ossia "Piano D").
Ufficialmente il Piano Dalet prevedeva solo la difesa dei confini del futuro Stato israeliano e la neutralizzazione delle basi dei possibili oppositori (era comunque esplicitamente prevista, tra le varie possibilità, la distruzione degli insediamenti arabi di difficile controllo), fossero questi interni al confine od oltre. Alcuni studiosi, principalmente tra quelli filo-palestinesi (ma a partire dagli anni cinquanta e sessanta anche alcuni "nuovi storici" israeliani), ritengono che al di là degli scopi ufficialmente dichiarati, il Piano D fu impiegato come giustificazione, da parte dei gruppi più estremisti, per la realizzazione di veri e propri massacri, come quello avvenuto a Deir Yassin, senza che le forze ebraiche moderate potessero intervenire per evitarli. Queste azioni, secondo alcuni storici, sarebbero state anche impiegate come forma di "pressione psicologica" per convincere i palestinesi ad abbandonare spontaneamente i loro insediamenti sul territorio assegnato allo Stato di Israele.

### Seconda fase: 1º aprile 1948-14 maggio 1948
Le forze ebraiche dimostrarono di essere militarmente più forti di quanto gli arabi si attendessero e da maggio le loro unità attaccarono città e villaggi arabi, specialmente quelli che controllavano le strade per isolare le popolazioni ebraiche. La strada per Gerusalemme era bloccata da combattenti arabi posizionati nei villaggi ai bordi della stessa. La città di Gerusalemme era sotto assedio da parte degli arabi. Numerosi convogli di camion che portavano cibo e altri rifornimenti alla città assediata vennero attaccati.
Nell'operazione Nachshon l'Haganah proseguì i suoi attacchi ai combattenti arabi mischiati con i civili e aprì temporaneamente la strada per Gerusalemme (20 aprile). Alcuni di questi villaggi lungo la strada per la città vennero attaccati e demoliti e la popolazione fu costretta a fuggire lasciando, di conseguenza, quelle zone libere per la successiva colonizzazione da parte della popolazione ebraica.
Il 9 aprile ebbe luogo il massacro di Deir Yassin (un villaggio arabo ufficialmente neutrale nel conflitto, che aveva stretto un patto di non aggressione con l'Haganah), compiuto dalle forze dell'Irgun e del Lehi, guidate dal futuro primo ministro israeliano Menachem Begin, che provocò circa centosette morti, quasi tutti civili, e l'abbandono del villaggio da parte della restante popolazione (circa settecentocinquanta persone). Il massacro ebbe una grande eco nell'opinione pubblica e fu anche denunciato dal futuro primo ministro (successivo 14 maggio) Ben-Gurion. Milstein sostiene che il partito di sinistra Mapai e David Ben-Gurion sfruttarono il massacro di Deir Yassin per bloccare il tentativo in atto di accordo politico e di governo con l'ala destra dei revisionisti, associati con l'Irgun ed il Lehi.
Il massacro di Deir Yassin provocò il panico tra la popolazione araba e gran parte di essa fuggì, mentre ciò poteva aver avvantaggiato le forze ebraiche, che incontrarono minor resistenza nei villaggi spopolati. L'accaduto infiammò però l'opinione pubblica dei paesi arabi fornendo ad essi ulteriori motivi per inviare truppe regolari a combattere. Come rappresaglia per la strage quattro giorni dopo, il 13 aprile, gli arabi compirono anch'essi un massacro, quello di un convoglio medico che viaggiava verso l'ospedale di Hadassah. Circa settantasette tra medici, infermieri ed altri civili ebrei furono uccisi.
Per porre fine all'assedio le forze ebraiche, guidate dal colonnello dell'esercito statunitense David Marcus, costruirono la Strada di Birmania (dal nome della strada costruita dagli Alleati tra Birmania e Cina durante la seconda guerra mondiale), una strada tortuosa lungo le impervie montagne che portano a Gerusalemme. La Strada di Birmania permise alle forze ebraiche di liberare la città dall'assedio arabo il 9 giugno, pochi giorni prima che le Nazioni Unite negoziassero un cessate il fuoco.
Nel frattempo una frenetica attività diplomatica si svolse tra tutte le parti in causa. Il 10 maggio Golda Meir rappresentò lo Yishuv nell'ultimo di una lunga serie di incontri clandestini tra i sionisti e re ʿAbd Allāh della Transgiordania. Mentre per mesi c'era stato un tacito accordo tra sionisti e Transgiordania per impedire l'istituzione di uno Stato palestinese, con la Transgiordania ad occupare le aree arabe, all'incontro del 10 maggio ʿAbd Allāh offrì alla leadership dello Yishuv solo l'autonomia all'interno di un Regno Hashemita ampliato. Ciò era inaccettabile per la leadership ebraica.
Nonostante ciò, con una sola eccezione, l'esercito transgiordano si astenne nella guerra successiva dall'attaccare le aree ebraiche designate della regione palestinese. Il 13 maggio la Lega araba si riunì e concordò l'invio di truppe regolari in Palestina allo scadere del mandato britannico. ʿAbd Allāh di Transgiordania venne nominato comandante in capo delle armate arabe, ma i vari eserciti arabi rimasero ampiamente scoordinati per tutto il corso della guerra.

### Film
- Elie Chouraqui, Ô Jérusalem, 2006.